# Charles-Joseph Dusaulx
Charles-Joseph Dusaulx, né le 31 juillet 1835 à Lorey, en Meurthe-et-Moselle, où il est mort le 28 novembre 1919, est un des inventeurs du moteur à explosion dès 1870 et d’autres inventions.
Plusieurs articles parlent de cette première invention.

## Article danois
Dans un article danois, il est dit que Benz a acheté un prototype ou mis la main sur les dessins d'un moteur à piston créé par le Français Charles Dusaulx qui, en mars 1870 avait reçu le brevet 89 281. Le moteur a été à l'Exposition universelle en 1878 sans obtenir la renommée appropriée. Le brevet dit entre autres évoquer un moteur à piston, basé sous la forme d’un fluide injecté, un gaz riche en hydrocarbures qui s’enflamme au moyen d’un allumage par étincelle. Un moteur  devrait être exposé au Département d'Électronique, Nancy.

## Article français
« On a vu que le gouvernement avait décoré de la Légion d’honneur un vieil ouvrier mécanicien, M. Forest, comme étant le véritable inventeur du moteur à explosion. Or, sans méconnaître le grand mérite de M. Forest, des personnes dignes de foi assurent que l’inventeur du moteur aéro-hydro-carburé est, en réalité un de nos compatriotes, M. Dusaulx (1835-1919), qui habite à Lorey, près Bayon. En effet, M. Dusaulx a eu une médaille pour le moteur à explosion, dès le 19 mars 1870, alors que le dépôt du brevet Forest est de 1888 seulement. Le moteur Dusaulx a eu une médaille de bronze à l’Exposition universelle de 1878 ; il a été exposé à la Chiennerie il y a quelques mois et a obtenu un grand prix avec félicitations du jury. Ajoutons que M. Dusaulx est âgé de 75 ans environ ; c’est un grand travailleur et un modeste ; il est également l’inventeur du palier graisseur qui rend tant de services. Le vieil inventeur est le frère de feu M. Jules Dusaulx, confiseur rue du Pont-Mouja et conseiller municipal de Nancy. » – « Rendre à César ce qui est à …Dusaulx », L’Est républicain, semaine du 15 au 21 février 1910.
- voir aussi Bergamote de Nancy.